# Windows 10 Mobile
Windows 10 Mobile е мобилна операционна система, разработвана от Microsoft. Тя е версия на Windows Phone, като предходаната версия e Windows Phone 8.1, но се брои като издание на Windows 10, компютърната операционна система на Microsoft, като част от обединяването на двете операционни системи в една. Windows 10 Mobile поддържа както универсални приложения, така и Silverlight базирани.

## Разработка
Със Windows 8 и Windows Phone 8, Microsoft са започнали ообединението на двете платформи още през 2012 г., когато Windows Phone започна да използва NT архитектура, вместо CE. На конференцията Build 2014, Microsoft представя концепцията за универсалните приложения. Тези приложения могат да вървят както на компютърната версия на операционната система, така и на мобилната, Xbox One, Microsoft HoloLens и IoT устройства.
През юли 2014 г., Сатя Надела обяви, че новият Windows ще обедини три операционни системи в една.
Windows 10 Mobile е обявен на 21 януари 2015 г.
На 2 август 2016 г. излиза юбилейната актуализация за Windows 10 и Windows 10 Mobile, който носи редица подобрения и новости.
Поддръжката на операционната система приключва на 14 януари 2020 г. През 2023 г. пазарният дял на вече преустановената операционна система е 0,02% в световен мащаб. Интересно е, че в Белиз все още се използва от 0,33%.